# Magic (Olivia Newton-John)
Magic è un singolo della cantante australiana Olivia Newton-John, pubblicato nel 1980 ed estratto dall'album Xanadu, colonna sonora dell'omonimo film.
Il brano è stato scritto e prodotto da John Farrar.

## Tracce
- 7" (MCA)

1. Magic
2. Fool Country

- 7" (Jet)

1. Magic
2. Whenever You're Away from Me